# K-141 쿠르스크
K-141 쿠르스크(러시아어: К-141 Курск)는 러시아 해군의 프로젝트 949A 안테이급 핵추진 순항 미사일 잠수함(АПР, атомная подводная лодка с крылатыми ракетами)이다. 1994년 취역하여 러시아의 북해 함대에 편입되었다. 1999년에는 코소보를 공습하는 미 해군 제6함대를 감시하는 임무를 성공적으로 수행하였다. 2000년 8월 12일 어뢰 폭발 사고로 바렌츠해 108m 해저에 침몰하여 승무원 118명 전원이 사망하였다.

## 같이 보기
- 쿠르스크 호 침몰 사고